# Oost-Thürings voetbalkampioenschap 1909/10
In 1909/10 werd het eerste voetbalkampioenschap van Oost-Thüringen gespeeld, dat georganiseerd werd door de Midden-Duitse voetbalbond. De voorbije jaren speelden de clubs in het Thürings voetbalkampioenschap. 
FC Carl Zeiss Jena  werd kampioen en plaatste zich voor de Midden-Duitse eindronde. De club verloor na verlengingen met 3-1 van FuCC Cricket-Viktoria Magdeburg.

## 1. Klasse
| Plaats | Club                   | Wed. | W | G | V | Saldo | Ptn.  |
| ------ | ---------------------- | ---- | - | - | - | ----- | ----- |
| 1.     | FC Carl Zeiss Jena     | 4    | 3 | 0 | 1 | 15:05 | 06:02 |
| 2.     | SC 1903 Weimar         | 3    | 1 | 1 | 1 | 06:11 | 03:03 |
| 3.     | BC Vimaria 1903 Weimar | 2    | 1 | 0 | 1 | 04:04 | 02:02 |
| 4.     | SC 1904 Gera           | 3    | 0 | 1 | 2 | 05:10 | 01:05 |

|  | Kampioen, geplaatst voor Midden-Duitse eindronde |